# Osteoblast
Osteoblasty, komórki kościotwórcze – komórki, które wraz z osteocytami i osteoklastami stanowią około 5% masy tkanki kostnej, budującej kość. Występujące w miejscach, gdzie odbywa się wzrost lub przebudowa tkanki kostnej – na obwodzie złogów macierzy. Odpowiedzialne za jej syntezę, transport, odkładanie w podścielisku oraz mineralizację. Osteoblasty wytwarzają część organiczną macierzy kostnej (tzw. osteoid), w której następnie odkładają się kryształy fosforanów wapnia. Otoczone są substancją międzykomórkową zwaną hydroksyapatytem. Osteoblasty powstają z komórek macierzystych mezenchymatycznych. Czynności tych komórek są regulowane przez parathormon oraz witaminę D3.

## Budowa
Osteoblasty są wielkości ok. 20–30 μm. Charakteryzuje je biegunowa budowa: w części skierowanej ku nowo tworzonej kości skupione są liczne pęcherzyki wydzielnicze, aparat Golgiego oraz siateczka śródplazmatyczna szorstka. Ich jądra są okrągłe i pęcherzykowate, a zasadochłonna cytoplazma bogata w szorstką siateczkę śródplazmatyczną (rER). Wytwarzają liczne wypustki cytoplazmatyczne umożliwiające im kontakt z innymi osteoblastami. Kontakt ten odbywa się dzięki połączeniom jonowo metabolicznym typu nexus. Umożliwia to łatwy transport jonów między sąsiadującymi osteoblastami.

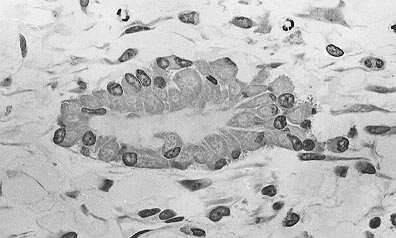
Osteoblasty tworzące osteoid (w centrum obrazu)
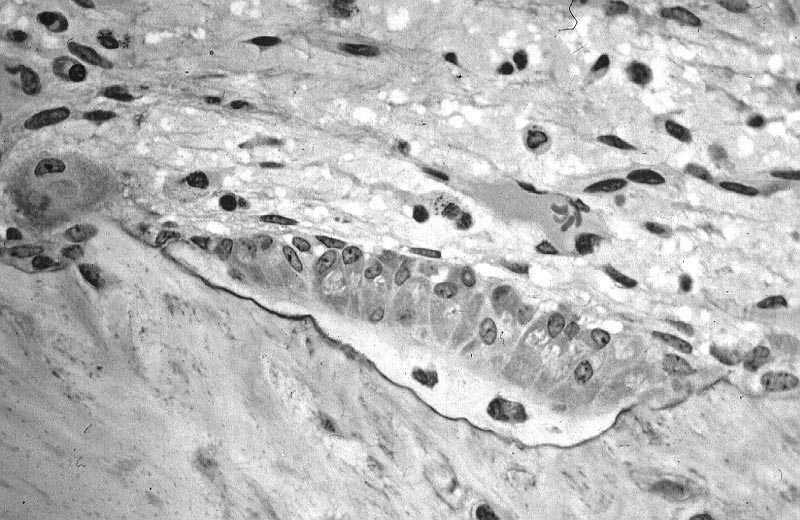
Osteoblasty aktywnie tworzące osteoid – wysunięte aparaty Golgiego
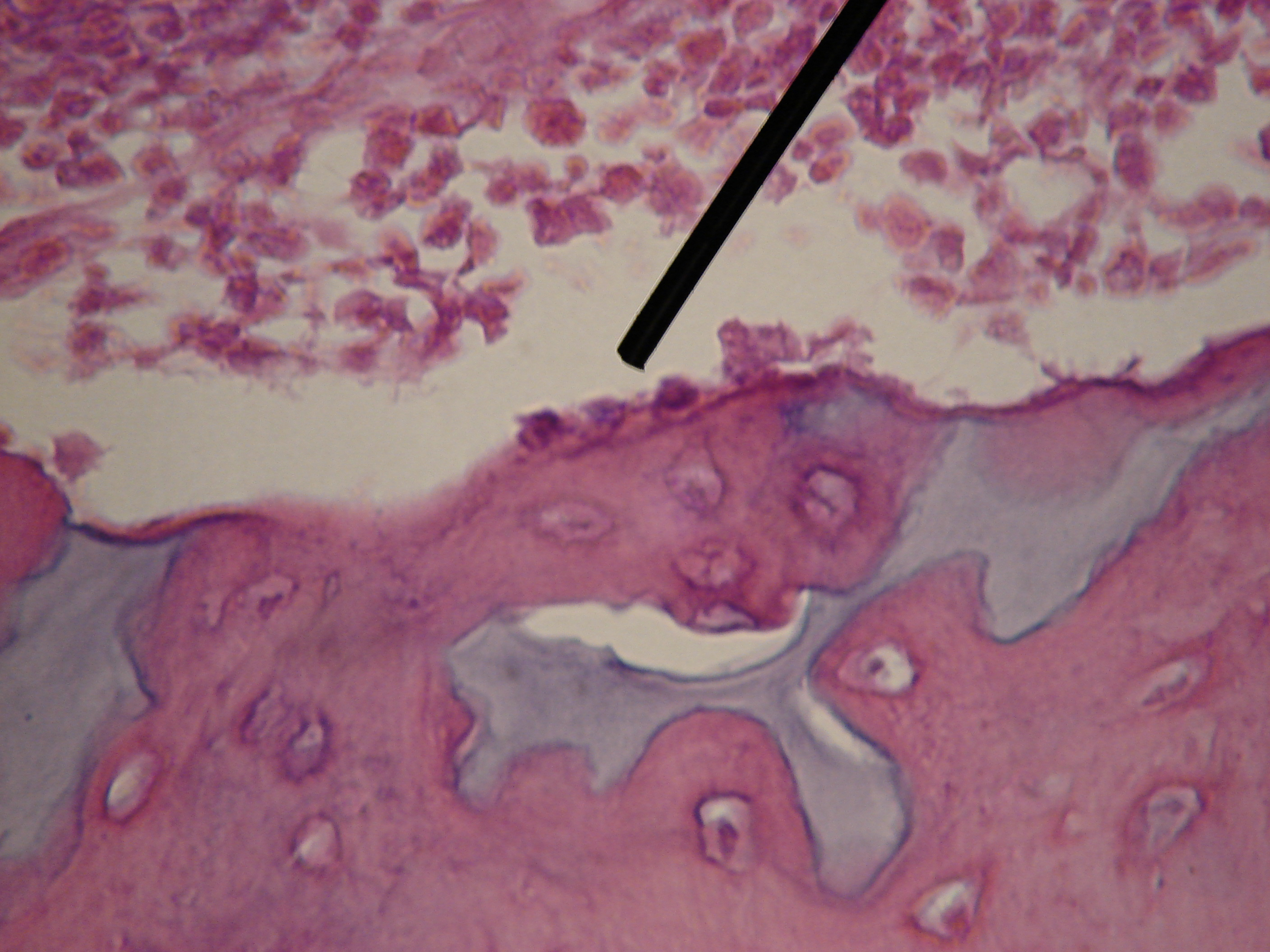
Rozwój kości: trzy osteoblasty (strzałka) widoczne na powiększeniu 400x

## Funkcje
Osteoblasty wytwarzają ważne składniki organicznej macierzy międzykomórkowej: kolagen typu I oraz proteoglikany. Ich rolą jest również synteza i sekrecja osteonektyny, osteokalcyny i hydrolaz (m.in. kolagenazy) – białek zapoczątkowujących i regulujących proces mineralizacji kości. Wydzielają także prostaglandynę, PGE2, oraz osteoprotegerynę. Ta ostatnia łączy się z proteoglikanami RANKL znajdującymi się na powierzchni komórki, co uniemożliwia kontakt osteoblast-osteoklast. Osteoblasty również chronią kość przed działaniem komórek kościogubnych, tj. osteoklastów.
Osteoblasty są pobudzane przez: hormony gruczołów przytarczyc - parathormon (PTH), somatomednę C (IGF1) i witaminę D3, dla której receptory znajdują się w jądrach osteoblastów.
Jeżeli osteoblast przestaje wytwarzać istotę międzykomórkową, zmienia się jego budowa - jądro staje się podłużne a komórka spłaszcza się. Wtenczas, taki osteoblast nazywany jest osteocytem.